# 銀牙伝説ノア
『銀牙伝説ノア』（ぎんがでんせつノア）は、高橋よしひろによる日本の漫画作品。『銀牙〜THE LAST WARS〜』の続編として、『週刊漫画ゴラク』（日本文芸社）にて2019年6月7日号（5月24日発売号）から2022年7月15日号（7月1日発売号）まで連載された。物語は『銀牙 -流れ星 銀-』と『銀牙伝説WEED』のような年月の間隔はなく、前作と比較的直結した物語になっている。
2020年12月時点で累計発行部数は150万部を突破している。
続編に『～銀牙伝説～レクイエム』がある。

## あらすじ
かつて犬達と死闘を繰り広げた赤カブトの血を継ぎ、ナワバリ奪還と犬族への復讐のため楽園と奥羽軍を襲った巨熊モンスーン。そのモンスーンとの決戦は、オリオンの活躍により奥羽軍の勝利で終わった。しかし、誰にでも良心があると信じ、モンスーンとの共生を理想としたシリウスは、その理想がほとんど誰にも理解されないまま終戦の間際に命を落としてしまう。その兄の理想を過剰な優しさと怒り理解しなかったオリオン。しかし、次第にその怒りは虚しさへと変化していく。誰にも打ち明けられず、堪えきれなくなったオリオンは雪融けの季節を迎える前に楽園から姿を消し、放浪の旅に出る。シリウスやオリオンについて誰もが無言だったなか、半年後、狂四郎と佐助がコンビを組みオリオンの行方を追い始める。そしてまた、彼らの後を追うように楽園中の若者すべてが全国へと散っていった。
一方、オリオンはシリウスの訃報を母の小雪と妹にベラに伝えられずにいるまま石川県に滞在していた。しかし、日本海の近く「ノア」と名乗る老犬と彼を慕う若者達と遭遇する。狂四郎と佐助は捜索の道中にならす者の集団と戦闘になった後、彼らに虐げられる仔犬「広太」に出会い、ならず者から彼を助けることを決心する。また、出立の決心をしたオリオンは石川県を発ち、旅先の福井県でいないはずの麗華達と再会する。出会った彼らから話されるのは、モンスーン一味の襲撃以降、奥羽軍が壊滅し全国的に覇権争いが起きたという全国の無法状態だった。
その中の一つで軒猿たちの領地を奪った赤蟻軍団と戦争状態となるが、その最中に突如として巨大隕石が飛来。火山活動の誘発等周囲に甚大な被害をもたらす。更に第二、第三の隕石が飛来して戦争どころではなくなり、オリオン達はノアの指示によって佐平治の洞窟に避難。そこで過去の奥羽の戦士たちの武勇伝を聞く。半月後、被害が収まってきたところでオリオンはアンディらと共に赤蟻三兄弟と決着をつけに行くが、首領の王王は調査に来た自衛隊員を襲って射殺されてしまう。残る二兄弟を追うオリオン達だったが、その眼前に謎の巨大触手生物が現れたのだった。一方、射殺された王王を確認しに来た赤蟻二兄弟は謎の触手を全身から生やしながら起き上がる王王と対面していた。

## 主な登場キャラクター

### ノアとその居候
石川県の日本海に近い森に住んでいる野犬の集団。
ノア（ハイエナ） / ワイマラナー
本作のタイトルとなっている犬。「ノア」は二度目の飼い主により命名。共に住む仔犬たちからは主に「先生」と呼ばれ慕われている。一時は楽園を飛び出したオリオンを保護していた。
正体は、かつて奥羽軍司令官だったスナイパーの元側近「ハイエナ」。
スナイパーとのもみ合いの末に洪水に巻き込まれたときの怪我等がもとで、記憶を失っている。
二度目の飼い犬としての三年間で人間から愛情を注がれ、聖者のような善良な性格に変わっている模様。
オリオンが一度ノアのもとから離れた後に、兵力を増やす目的で訪れた朱王と対面する。彼の不躾な態度を遠回しな表現で咎めるも、そのノアの態度に逆上した朱王の攻撃を受け重傷を負う。その傷がもとで両目を失うも、全てを視ることができる能力を得たようである。
ブナ
ノアと暮らす犬。身体は小さいが2歳になると語っている。
コゴミ
同じくノアと暮らす犬。垂れた耳と顔の下半分が黒い。ブナと同じく２歳である模様。タニシとカナチョロが粗相をしかけたときは率先して抑えている。
タニシ
同上。顔に赤毛がある。
カナチョロ
同上。言葉が舌足らずの仔犬。黒い毛並をしている。

### 奥羽軍
オリオン / 秋田犬と紀州犬の雑種
奥羽軍の大将と呼ばれている。三代目総大将ウィードの次男で、前作および前々作の主人公とされる。ギリシャ神話に登場する狩人オリオン（英語ではオライオン）にちなんで大輔に命名された。
容貌は赤褐色の毛並みで曽祖父のリキに瓜二つとされるが、性格は荒々しく頑固であり短気。今作では初対面のノアに敬意を払い、助言も素直に受け止めている部分もある。また、危機感に人一倍敏感であるために、周囲に心ないことを言ってしまうときがある。それは赤蟻三天王に怯え反旗を翻せない手下に戦闘を強いるほど。
今作の冒頭ではシリウスの死をきっかけにして謎の失踪を遂げていたが、後の再登場で、前作で伊賀（三重県）の赤目山に留まっていた母である小雪と妹のベラにシリウスの死を伝えにいくために無言で出て行ったことが判明した。葛藤の最中にブナ、コゴミ、そしてノアと出会う。 伯父である誠の夢を見た後は、ノアたちに暇乞いをして自分探しの旅に出るが、朱王の追手に傷つけられたタマ三郎達と遭遇し経緯を聞き、赤蟻軍団と戦うことを決意。山彦達とも合流し、朱王を撃退した後には赤蟻の本拠地へと進んでいった。
その後、ウィード救出の為に駆け付けたリゲル達と合流を果す。部下の離反もあった赤蟻三天王に対し優勢だったものの、第２の隕石が落ちたことで中断。難を逃れた後には援軍として来た銀達とも合流するが、銀達と先に合流したキン太のノアからの伝言で決戦を延期せざるを得なくなり、赤蟻から離反した元部下を含めた全軍を率いてノアに指定された佐平治の拠点に避難する。
ノアの預言通り襲来した第３の隕石から半月経ち災害が落ち着くと、先の編成を止め少数だけで出撃する。この際に抜け駆けを咎めるリゲルがいたものの、総大将という立場に縛られ己のやりたい事ができなくなるということを理由に、半ば強制的にリゲルに総大将の座を明け渡している。

#### 楽園にいる犬たち
銀（ぎん） / 秋田犬
ウィードの父でオリオン達の祖父。額の三本の傷がトレードマークとなっている。奥羽軍二代目総大将。本作では楽園で留守番を務めていたが、マルとサニーから事情を聞き精鋭部隊と共に奥羽を発った。
赤目（あかめ） / 紀州犬
元伊賀忍犬の頭で、銀の側近。リキが壮年の飼い犬だった時に、既に老犬だった。
トラックのナンバープレートや高速標識の字を読める。かつてはその能力の高さと、奥羽軍のなかでは比較的冷静な態度を保てることから、ウィードや銀の補佐、あるいは彼らの不在時には大将代行を務めることもあった。
本作では楽園にて留守番を務めていたが、銀と共に奥羽を発つ。
クロス / サルーキ
かつてハイエナの同僚だった女傑。奥羽軍創設時のメンバーで紅一点だった。銀が幼犬だったころ既に子持ちだった。本作では楽園で留守番を務める。
黒虎（くろとら） / 甲斐犬
片目に傷がある黒虎毛の甲斐犬。非常に短気であり攻撃的な面がある。かつては甲斐の魔犬などと呼ばれていた3兄弟の末弟。今では「黒さん」と呼ばれることもある。息子に影虎・信虎・晴虎がいる。
本作では雲斎・ジェロム・マル・サニーと鳥海山あたりまで出かけていた。ミホが楽園におかれてからは楽園で留守番を務めていたが、銀達と奥羽を発つ。

#### オリオンを探しに楽園を出た者たち
佐助（さすけ） / 柴犬
オリオンのお目付役の元・飼い犬。お調子者で若く見えるが、狂四郎より幾分年上。
かつてはGBと共に日本アルプスの野犬・ネロに使い走りにされていた。小型犬で非力なため、カエルや小さな蛇しか狩れない。つぶらな目をからかわれたり、「豆柴」と馬鹿にされることもある。
白銀 狂四郎（しろがね きょうしろう） / 紀州犬
同じくオリオンのお目付役の元・不良犬。ウィードの盟友であり奥羽軍幹部とされているが、誰に対しても口と態度が悪く、自分の意にそぐわないときはすぐに相手をこき下ろす癖がある。
調子に乗るところがあり、それが裏目に出て自らが危機に陥ったり巻き込まれた仲間が劣勢になることも少なくない。
本作では、数ヶ月行方不明になったオリオンを探しに佐助と旅に出ており、旅先で広太や彼を虐げる一味と関わることになる。
譲二（じょうじ） / サルーキーとグレートデンの雑種
クロスとベンの息子で次男。母であるクロスに容姿が似ているが、顔に無数の傷跡がある。本作ではロケット・影虎とオリオン捜索の旅に出ている。
影虎（かげとら） / 甲斐犬
黒虎の息子。弟に信虎、晴虎がいる。本作ではロケット・譲二とオリオン捜索の旅に出ている。
首の骨が頑丈であり、クロウが力を込めてもかみ砕かれなかった。
ロケット / ボルゾイ
元は法玄軍で、ウィードたちとの出会いを通じて奥羽軍に寝返る。ウィードの参謀。大変な俊足の持ち主で、目が小さいので表情が読みにくい。
奥羽軍のなかでは割と真面目かつ冷静な性格であり、度々落ち着きがなくなる狂四郎を制することもある。
剣（けん） / サルーキーとグレートデンの雑種
クロスとベンの息子で長男。譲二の兄。容貌はベンに似ているが、思慮深い父と違い涙脆くやや喧嘩っ早いところがある。
本作では哲心・敏光とオリオンを探しに二子峠を出ており、彼らが最初にオリオン、そしてノアと出会っている。
剣にとってハイエナは父であるベンをスナイパーから助けた恩犬であるが、剣自身は当時は幼かったがゆえにハイエナを覚えていないらしい。オリオンと再会するも、シリウスを失い意気消沈しているオリオンを楽園に連れ戻ることは叶わなかった。ノアの提案によりオリオンを彼のもとに預けることにした以降はしばらく行方不明になっていたが、オリオンの生存に安堵して奥羽へと戻っていた。
哲心（てっしん） / 和犬系雑種
甲賀忍犬（牙忍）総帥であった黒邪鬼の息子。本作では剣・敏光とオリオンを探しに出ている。傷心で涙を流すオリオンを見て彼の繊細さに驚くも、後に「意外に元気そうだった」と語るあたり忘れやすいようである。
ハイエナと会うが、哲心も当時幼かったゆえにハイエナを覚えていないらしい（実際に『銀牙 -流れ星 銀-』作中では絡みがない）。
敏光（としみつ） / 和犬系雑種
甲賀忍犬（牙忍）の１匹で奥羽軍の幹部犬。本作では剣・哲心とオリオンを探しに出ている。一部で「月影」と表記されていたこともあったが、同名の甲賀忍犬は前作『銀牙 THE LAST WARS』で死亡している。
ジェロム / ジャーマン・シェパード
かつてはプロの殺し屋を名乗っていた熟練の犬で、今ではウィードの側近を務める。
前作『銀牙 THE LAST WARS』で死亡したリディアとの間に、マルとサニーの他にアキラ・テツオ・トーノフ・レノフが生まれている。
リディアとジェロムの仔
後述するマルとサニーの他にアキラ・テツオ・トーノフ・レノフがいる。6匹は全員ジャーマン・シェパードである。
テツオ・レノフ・アキラはリディアと同じく熊の襲撃に遭い死亡している。
マル / ジャーマン・シェパード
ジェロムとリディアの仔。額に黒い星がある。口と態度が悪い。ウィードの危機と赤蟻軍団の情報を伝えるためにサニーと共に奥羽へと旅立つ。
サニー / ジャーマン・シェパード
マルの兄弟。同じく口と態度が悪い。
ウィード / 秋田犬と紀州犬の雑種
奥羽軍の三代目総大将。前々作に比較していくらか目つきが鋭くなった。総大将ではあるが銀よりも存在感がない。
楽園中の若者がオリオンの捜索のために出ていくなかで、初めは出て行った若者達の代わりに楽園を守る理由で残っていた。
しかし後にはミホの父を探すために助郷赤土へと旅立ち、狂四郎達と合流した。
総大将の座はオリオンに譲っているが、彼自身はまだ奥羽軍のなかでも若犬である。後述のクロウとの勝負で彼を一蹴する強さを見せる。敵であっても相手に良心があることを信じて見逃す点は過去作と一貫しているが、後述の王王相手に楽園開城を承諾する三男のリゲルを見て「臆したなら今ここで噛み殺す」と直接話すことから、身内に対する過激さは増している。
クロウ一味との抗争後は、全国の争いを止める為に再び旅を出ており、その先で赤蟻軍団の小隊と遭遇している。
リゲル / 秋田犬と紀州犬の雑種
ウィードと小雪の三男。オリオンやシリウスとは違い黒い毛並をしている。幼少期は黒脛巾輝宗の下で過ごしており、黒脛巾秘奥義「忍牙刀」を習得している。赤蟻と対峙した際は、王王に「忍牙刀」で挑む。
今作ではオリオンを捜索するために以蔵兄弟とグループを組み、楽園を旅立っている。道中でクロウを助けた際に越後の赤蟻の話を聞き、以蔵らと共に越後へ旅立った。過去作品と比べてシリウス寄りの温和で気長な性格であり、奥羽軍の態勢を立て直すために楽園開城を承諾するなど王王と交渉も行った。
以蔵（いぞう） / マラミュート
陸奥四天王如月の仔で周作と美羽の兄。「八甲田の以蔵」の二つ名をもつ。
今作では弟達やリゲルとグループを組み、楽園を旅立っている。
周作（しゅうさく） / マラミュート
以蔵の弟。
美羽（みう） / マラミュート
以蔵の弟。
山彦（やまびこ） / 甲斐犬
黒脛巾輝宗の仔で政宗の弟。黒脛巾組の継承者争いから政宗に命を狙われ、政宗に命を受けた刺客から襲撃を受けた際にオリオンに助けられ、盟友となる。
政宗との戦いが終わってからは自身の参謀だった小十郎が足場をつくった四国に戻っていた。
本作ではオリオンを捜索するためにボン・アンディと3匹でグループを組み、宮城県を訪れていた。
しかし、その後は経緯は不明ながらも福井県に訪れており、冠山付近でオリオン一行と遭遇し再会を果たした。
ボン / ホワイトシェパード
黒脛巾政宗の重臣マテウスの仔。紆余曲折を経て奥羽軍の一員となる。
アンディ・バルコム / ジャーマン・シェパード
秀俊の元飼い犬で銀の側近だったジョンの甥。彼自身も秀俊に飼われていたことがある。

### 楽園の外地にいる奥羽軍
麗華（れいか） / 秋田犬の雑種
ヒロの妻であり、キン（キン太）・タマ（タマ三郎）・次郎太（白次郎）・紅太（赤姫）の母。
前作『銀牙 THE LAST WARS』では、モンスーン一味から逃れるために子ども達やトーノフと共に楽園を脱出し、赤目の命で信濃国に身を寄せていた。今作では経緯は不明だが福井県の冠山の境でオリオンと再会。
キンとタマの他の兄弟についてオリオンに問われると、泣きながら次郎丸（白次郎）・紅太（赤姫）・トーノフの死を伝えた。感情的になりやすく、時には息子達よりも感情を自制できず、当時の現総大将であるオリオンの裁定でさえも融通が利かない。それ以外では口数が少ない。
ノアの森でしばらく居候をしていたが、ノアの頼みによりブナ達を連れて奥羽の楽園へと向かって行った。
キン / キン太 （キンた） / グレート・ピレニーズと秋田犬の雑種
ヒロと麗華の子。彼らの身の危険から、信用できるノアを母子と頼れとオリオンに勧められるが、行き先がわからず場所案内をオリオンに頼む。小隊長との戦闘後は石川県のノアの森に療養するも、後にノアから伝言（預言）を頼まれタマ三郎と共に立つ。
タマ / タマ三郎（タマさぶろう） / グレート・ピレニーズと秋田犬の雑種
ヒロと麗華の子。キンからは兄貴と呼ばれる。
前作から成長し、血気盛んなキンとは対照的に冷静であり、ヒロの訃報を伝えられないオリオンに代わって麗華とキンに伝えた。後にノアから伝言（預言）を頼まれキン太と共に旅立つも、隕石災害から逃亡した赤蟻三兄弟を見つけ、兄弟や友の仇を討とうとして返り討ちにあってしまう。

### 奥羽軍に関わる他勢力
真田入道雲斎（さなだにゅうどううんさい）
真田十牙忍（真田十勇士）の頭領。本作では冒頭から楽園にいる。黒虎・ジェロム・マル・サニーとオリオンを捜索するために鳥海山のあたりまで出かけていた。ミホを楽園においてからは楽園で留守番を務めている。
赤カマキリ（赤カマ） / アイリッシュウルフハウンド（雑種）
かつてウィードたちと戦った備後のカマキリの息子。単にカマキリと呼ばれるときは彼を指す。容貌と性質が一番父に似ており、改心以前はその暴虐ぶりが部下たちに恐れられていた。
過去作『銀牙伝説WEEDオリオン』では父と同じように弟たちと非道を繰り返していたが、遭難していたシリウスを拾い、後に彼に助けられるなど様々な出来事を踏まえ、改心し奥羽軍入りを果たした。
凶暴な自分を恐れず寄り添ってくれたシリウスに恩義を感じているが、前作『銀牙 THE LAST WARS』ではそれが顕著であり、また暴走のきっかけともなった。
奥羽軍から離脱し二子峠を去るシリウスを追い奥羽軍に三行半を叩きつけたが、それは咎められなかったようで、本作では黒カマキリと楽園にいる。若者が全員二子峠をでたなかで彼ら兄弟もいたかは不明。
黒カマキリ（黒カマ） / アイリッシュウルフハウンド（雑種）
赤カマキリの末弟。同じく攻撃性はあるものの、次兄カマ次郎（既に死亡）と同じで赤カマキリよりは思慮深く、いち早く同盟を結び、後に奥羽軍入りを果たしている。
また、赤カマキリと同じくシリウスに恩義を感じているが、奥羽軍を離脱することなく最初から晩秋でのモンスーン討伐隊に参加している。

### 山形（羽黒山および助郷赤土）にいる勢力
羽黒山のクロウ
謎の巨犬。野犬たちの親分で数倍の体躯を持つが犬種は不明。狂四郎を人質に奥羽軍を迎え撃つが、体格の割には微妙な強さで、広太やその母を蹂躙する力はあるが、譲二・ロケット・影虎には敵わず一時撤退をする。
理由は不明だが奥羽軍を敵視しており、過剰なまでに奥羽軍との接触を避け、また狂四郎たちの動向を探るために彼らの監視を配下に命じている。
広太たちの群れで雄の成犬たちがいた頃は大人しくしていたようだが、宗史たちがモンスーン討伐に参加して戻ってこないことを知った途端に豹変したとされる。2日に一度広太たちの村から食糧を徴収しに来るようである。また、奥羽軍を含む外部との接触を一切させないように彼らに釘をさしていた。
ウィードとの勝負で敗れ、子分達にも裏切られ逃げ出す。その後、赤蟻軍団の小隊と接触するが、赤蟻の噂を聞き駆け付けたウィードたちとも遭遇。赤蟻の情報を話しその場を去った。
太一（たいち） / 洋犬系雑種
クロウの部下。狂四郎との戦闘で片耳を咬み裂かれている。クロウが敗れたことで他の子分と同様に逃げ出す。その後の行方は不明。
広太（ひろた）
山形県庄内の助郷赤土という場所にある、成犬が15匹ほどいる村の仔犬。容姿が度々変更されている。クロウを筆頭とする野犬たちに嫌々ながらも従っていて、クロウ一味に脅され最初は奥羽軍である狂四郎の助けを何度か拒絶した。最終的には村の男達のなかで唯一クロウに反抗した。クロウ撃退後は身を案じたウィードの案によって家族仲間たちと共に楽園へと移った。
トビ
広太のいる村に住む若犬。
修斗
広太のいる村に住む若犬。
ミホ
広太の妹。祖父（広太とミホの母にとっての父）と共に楽園を目指していたらしい。
生まれて3、4ヶ月であり、父の名を覚えていない。
広太とミホの母
宗史の妻。本名不明。村に住む他の犬からは「姉さん」や「姉御」と呼ばれている。
奥羽軍を騙った野良犬たちに搾取され続けたことから、敵には名前を知られていた狂四郎たちのことも信用していない。
自身の父と娘のミホを遣いとして楽園に送った張本犬。
広太とミホの祖父
広太とミホにとって母方の祖父。本名不明。宗史たちの行方を知るために奥羽軍のいる二子峠に孫娘のミホと赴いたが、その道中に捨ててあった軽トラックに乗り休んでいたところ、マル・サニーと遭遇する。警戒心の強さから一度は彼らからミホを守るために逃亡するも、そのあとに突如弱まり死亡する。自身の命と引き換えにミホを楽園に連れていってもらえるように雲斎たちに頼んでいる。広太には捕まえた魚を一度に大量に運べる技術を教えている。村で彼を「ジッ様」と呼ぶ者もいるが立ち位置は不明。
宗史（むねちか）
広太とミホの父。3匹の仲間を連れモンスーン討伐に参加したというが、彼のことを狂四郎含む奥羽軍幹部は誰も知らない模様。広太たちの母犬の語りにシルエットで登場した。赤蟻の六班小隊長として同名の犬が登場している。同一キャラであることがのちに判明。モンスーン討伐への意欲こそはあったものの、彼が奥羽に着いた頃は奥羽軍がちょうど楽園を発った頃であり、その姿を見た彼は「奥羽軍が逃げるように去った」と勘違いした。また、帰路で赤蟻の小隊と遭遇し、その話をしたことから「奥羽軍が壊滅した」というデマが広まったようである。
ジャック
宗史とモンスーン討伐に参加した1匹。赤毛だといわれる。
トラ
宗史とモンスーン討伐に参加した1匹。黒毛だといわれる。
ヒカル
宗史とモンスーン討伐に参加した1匹。額に星があるといわれる。

ボブ / ドーベルマン
前作で巨熊モンスーンの手下だった犬。熊語でチビと会話ができる。本作では冬眠から覚めたチビに語りかける場面から登場。その後は理由が不明だがチビと越後を目指すことになる。最初は邪険に扱っており、チビが気づいていなかった頭部の赤毛を本人に対し指摘している。しかし、放浪していた羽黒山のクロウに、チビが襲われた際には彼を「友達」だと呼び庇う。
チビ
前作でモンスーンに母親を殺されたツキノワグマの子供。母熊がよく呼んでいたことからシオンが「チビ」と命名。「シリウスともだち」など片言の犬語をシオンに教わったが、クロウの台詞が判らないなど全く上達していない。冬眠から目覚めボブと行動を共にし、シオンのいる新潟を目指している。クロウに襲われたが反撃し水中に沈める。

### 北陸（福井から新潟）にいる勢力
赤蟻（あかあり）軍団
新潟県の軒猿一族がモンスーン討伐から不在の隙に取って代わった後釜。クロウの話により兵力が200ほど存在している。赤蟻軍団の「小隊長」と名乗る部下が複数の班を率いて、ノアの元から南下し福井県の冠山付近にいたオリオンと遭遇した者もいれば、山形と新潟の県境に滞在していた小隊長もいるため新潟から福井まで活動範囲を広げている模様。後者の小隊長は赤蟻軍団の噂を聞き来たウィード一行と遭遇している。ウィード一行と争いになったものの敗北し逃走、その後は直接の死亡シーンはないが上層部により粛正された可能性もあり、軒猿の遺児たちに同情されつつ埋葬されている。幹部は全て赤毛の巨犬であり、クロウいわく奥羽軍で伝説となった男達と同等の力をもっているという。
辰巳（たつみ）
元小隊長で赤蟻離脱の後も数頭の部下を率いている。総大将のオリオンから「改心すれば過去は水に流す」と許されたが拒否。奥羽軍に合流しようとするノアとシオンに遭遇するが、改心しきれてないと見え喧嘩を吹っかけてしまう。
軒猿衆
越後を拠点としていた忍犬衆。モンスーン討伐に参加していた謙信と若い衆は全員闘死していたようであり、その不在の隙に襲撃した赤蟻軍団によって乗っ取られる。その際に抵抗した年寄り3匹は惨殺され、野武士含む23匹は軍門に下った。
その後は奥羽軍の介入もあり赤蟻から解放される。佐平治の廃鉱から出た後は、災害後のナワバリを気にして戻っていった。
野武士（のぶし）
軒猿の頭・謙信の忘れ形見。一族を守るため、赤蟻に嫌々従っていた。ウィードによって１歳に満たないことを見抜かれている。
錣（しころ） /シコロ
同上。野武士の弟。
晋三（しんぞう）
謙信の父。飼育犬チベタンマスティフの品種改良やユーラシア大陸の地理に詳しいなど物知りである。
マサキ
晋三の部下。薬草の知識があるのか、晋三に痛み止めの薬草を採ってくるように命じられた。
長助（ちょうすけ）
元軒猿の一員だったが、今は赤蟻に従っている背の高い犬。見張り番だが、晋三を「長老」と呼んでいて旧主にある程度の敬意はまだ残っている模様。
軒猿の頭領である謙信不在の越後を襲い乗っ取ったとされる赤蟻軍団の上層部。羽黒山のクロウと同じく恐怖で手下を支配しており、犬望は一切なかったようで、奥羽軍の襲撃と宗史たちの離反もあって、200匹もいたとされる部下を全員失い敗走した。
後の回想で二つ前の冬に三兄弟と共に大陸から船で運ばれていたが、荒波の影響で檻が壊れ、船員を食い殺し脱出したという過去が明かされた。

シオン / 和犬と洋犬の雑種
銀の兄弟の孫を自称(母からの伝聞)している犬。熊の言葉が話せるが、理由となる過去は嫌な過去だと話さなかった。「北陸の熊は良い熊で、奥羽の熊は悪い熊」と話している。チビに犬語を教えたが余り上達しなかった様子。
前作ではシリウスにチビの事を頼むと言われていたが、今作では奥羽を離れ北陸の山奥にいた。謎の声に従い越後を目指すノアと出会い、自分の生い立ちなどを語りながら盲目のノアを案内する。

### 赤蟻三天王
軒猿の頭領である謙信不在の越後を襲い乗っ取ったとされる赤蟻軍団の上層部。羽黒山のクロウと同じく恐怖で手下を支配しており、犬望は一切なかったようで、奥羽軍の襲撃と宗史たちの離反もあって、200匹もいたとされる部下を全員失い敗走した。
後の回想で二つ前の冬に三兄弟と共に大陸から船で運ばれていたが、荒波の影響で檻が壊れ、船員を食い殺し脱出したという過去が明かされた。
朱王（しゅおう） / チベタンマスティフ
赤蟻三天王のひとり。三天王のうち「三の王(参乃王)」を自称する。また、三兄弟の末弟。部下を率いて石川県にいるノアを襲う。山彦・アンディ・ボンの三人組の力量を見抜いたり、体格のわりに俊敏であるなど特徴が多い。笑う事もあるが無礼を指摘するノアを半殺しにするなど残虐性は兄たちと同等である。不意討ちながらもオリオンに敵わず、数倍も体格差があるにも関わらずひきずられ崖へと落とされた。しかし運よく越後の本拠地に流れ着き、２匹の兄と合流した。
紅王（べにおう）/ チベタンマスティフ
赤蟻三天王の「二乃王」で次男。木から落ちかけたり間抜けそうに思われるものの、未知数である。重傷を負ったウィードをいち早く食い殺そうとするなど、見世物の死のためにそれまで生かそうとした王王よりも容赦がない。
王王（ワンワン）/ チベタンマスティフ
「王乃王」と名乗っており三天王の首座で赤蟻軍団の首領。詳細な発動条件は不明だが、オリオンの抜刀牙が直撃した際には目つきが変わるほどの変貌がなされ、逃げだした部下を一瞬で虐殺するほどの際立った残虐性を露わにした。顔の傷は日本に来た当時から存在している。
第二・第三の隕石の災害すらも兄弟と共に生きのびていたが、第三の隕石が落ちた場所が避難先の隠れ家と近い事もあり、自衛隊が操作していたドローンや軍事捜索ロボットと遭遇、これを破壊する。その後、隕石を調査しに来た自衛隊、米軍兵士を襲ったため、オリオン達に妨害され、そのまま射殺されるが、謎の生物に寄生されて復活する。その状態でも兄弟たちを認識はしているが、謎の生物を「魔王様」と呼んでいる。

### 言及・回想
ノアの飼い主
人間。渓流釣りが好きであり、濁流に流されるハイエナを発見したときも釣りを目的に出かけていたところだった。
3年はノアと名付けたハイエナを毎日可愛がっていたが、自らの事業の失敗により家財全てを差し押さえられたことを機に、妻か不明だが女性とノアを実家の車に同乗させ、ガードレールに突っ込み自殺した。
GB / イングリッシュ・セッター
既に亡くなっているお人好しの洋犬。かつてはネロのパシリ犬として佐助と働いていた。
作業犬のため戦闘は苦手だったが、佐助と違い鳥を捕まえることができた。前作同様、意気消沈した佐助の幻覚に現れ叱咤激励する。奥羽軍総大将のウィード（雑草という意）という名前はGBが名付けた。
誠（ジョー） / 秋田犬と紀州犬の雑種
生き別れたウィードの次兄でオリオンの伯父。息子に幸四郎がいた。オリオンの夢に登場。現在は息子共々生死不明。
シリウス / 秋田犬と紀州犬の雑種
ウィードと小雪の長男でオリオン・リゲル・ベラの兄、銀の孫。ウィードよりも徹底した不戦主義を信条にしていた。
心優しいとされ、過去作では赤カマ兄弟を改心させるに至った実績を持つ。しかし、前作では、二子峠を襲撃し奥羽軍を壊滅寸前にまで追い込んだ巨熊モンスーン一味による一連の行為の発端が、奥羽軍の非道であると見て共生と不戦を説くが、その徹底した信条が仇となり、またモンスーン一味が異なる種族であり犬食を好むことから奥羽軍に警戒され、理解されずに孤立を招いた。
紆余曲折を経て多数の協力の下モンスーンの信用を得ることができたものの、双方が不戦を望まないことから決戦は避けられず、またモンスーンの誤りで彼の攻撃を受け、その傷がもとで死亡した。
小雪（こゆき） / 紀州犬
ウィードの妻でシリウス・オリオン・リゲル・ベラの母。前作からモンスーンが討伐され危機が去っても誰からも呼ばれなかったらしい。
ベラ / 秋田犬と紀州犬の雑種
ウィードと小雪の末っ子で4兄妹の末妹。母の小雪と伊賀（三重県）の赤目山に留まっている模様。
モンスーン
前作のボス。赤カブトの血を引く巨熊。前作の最後では死亡したか不明なままだったが、本作では死亡していたことが判明する。
ヒロ / セント・バーナードとグレートピレニーズの雑種
キン太・タマ三郎・紅太・次郎丸の父で麗華の夫。前作『銀牙 THE LAST WARS』で銀を庇いモンスーンの一撃を受け死亡している。このとき家族はすでに楽園を離れており、オリオンが来るまで彼らはヒロの生存を信じていた。
紅太（こうた） /グレートピレニーズと秋田犬の雑種
ヒロと麗華の子。麗華と兄弟を守るために赤蟻の手下に立ち向かい戦死したとされる。
次郎丸（じろうまる）/グレートピレニーズと秋田犬の雑種
ヒロと麗華の子。紅太・トーノフと共に赤蟻の手下に立ち向かい戦死したとされる。
トーノフ / ジャーマンシェパード
ジェロムとリディアの子。マルとサニーの兄弟。兄弟のなかで唯一麗華や紅太達と共に楽園を脱出していた。
紅太・次郎丸と共に赤蟻の手下に立ち向かい、戦死したとされる。
ベン / グレートデン
今作では既に故犬。奥羽軍創設時のメンバーであり、ハイエナがかつて助けた犬。
今作では紅桜・ジョンと共に、朱王の攻撃により昇天しかけたハイエナを叱責し、現世に送り返した。
紅桜（べにざくら） / 土佐闘犬
今作では既に故犬。
ジョン / ジャーマン・シェパード・ドッグ
今作では既に故犬。秀俊の元飼い犬で、銀の盟友かつ参謀だった。アンディは彼の甥にあたる。
スナイパー / ドーベルマン
今作では既に故犬。奥羽軍の司令官だったが、支配欲が強く下克上を狙っていた。ハイエナを直属の部下として操っていたが、最終的に離反される。

### 人間
藤原 大輔（ふじわら だいすけ）
銀の元飼い主でオリオン4兄弟の名付け親。オリオン達を追って秀俊と共に北陸に赴き隕石の落下を目撃する。
大輔の父・母
民宿「藤原」を営む夫婦。
関口 秀俊（せきぐち ひでとし）
ジョンとアンディの元飼い主。医師であるが過去作では度々負傷した犬達を手当てしている。
林・龍
赤蟻3兄弟を密輸しようとした2人。檻が壊れて脱出した王王によって林は噛み殺される。龍は不明だが死亡したと思われる。
自衛隊・米軍兵士
ヘリコプターで隕石落下現場に到着、謎の生物に寄生された王王と戦うが大量の犠牲者を出す。アンディから「兵隊さん」と親しみを込めて呼ばれ慰められる。

## 書誌情報
- 高橋よしひろ『銀牙伝説ノア』日本文芸社〈ニチブンコミックス〉、全17巻
  1. 2019年8月29日発行[24]、ISBN 978-4-537-13964-8
  2. 2019年10月28日発行[25]、ISBN 978-4-537-13996-9
  3. 2019年12月19日発行[26]、ISBN 978-4-537-14180-1
  4. 2020年2月28日発行[27]、ISBN 978-4-537-14207-5
  5. 2020年4月27日発行[28]、ISBN 978-4-537-14237-2
  6. 2020年7月29日発行[29]、ISBN 978-4-537-14267-9
  7. 2020年9月28日発行[30]、ISBN 978-4-537-14284-6
  8. 2020年12月19日発行[31]、ISBN 978-4-537-14321-8
  9. 2021年2月27日発行[32]、ISBN 978-4-537-14345-4
  10. 2021年5月19日発行[33]、ISBN 978-4-537-14372-0
  11. 2021年7月29日発行[34]、ISBN 978-4-537-14394-2
  12. 2021年10月7日発行[35]、ISBN 978-4-537-14416-1
  13. 2021年12月9日発行[36]、ISBN 978-4-537-14437-6
  14. 2022年2月9日発行[37]、ISBN 978-4-537-14461-1
  15. 2022年5月27日発行[38]、ISBN 978-4-537-14508-3
  16. 2022年7月19日発行[39]、ISBN 978-4-537-14528-1
  17. 2022年9月29日発売[40]、ISBN 978-4-537-14551-9